# Station Brzeg
Station Brzeg is een spoorwegstation in de Poolse plaats Brzeg.